# Кастен
Кастен (фр. Castin) насеље је и општина у јужној Француској у региону Миди Пирене, у департману Жерс која припада префектури Ош.
По подацима из 2011. године у општини је живело 304 становника, а густина насељености је износила 27,09 становника/km². Општина се простире на површини од 11,22 km². Налази се на средњој надморској висини од 235 метара (максималној 266 m, а минималној 148 m).

## Демографија
| 1962. | 1968. | 1975. | 1982. | 1990. | 1999. | 2011. |
| ----- | ----- | ----- | ----- | ----- | ----- | ----- |
| 122   | 136   | 141   | 188   | 262   | 261   | 304   |

График промене броја становника у току последњих година